# Olympische Winterspiele 1994/Teilnehmer (Russland)
| Gelbes Symbol für Goldmedaillen mit stilisierten Olympischen Ringen | Graues Symbol für Silbermedaillen mit stilisierten Olympischen Ringen | Braundes Symbol für Bronzemedaillen mit stilisierten Olympischen Ringen |
| ------------------------------------------------------------------- | --------------------------------------------------------------------- | ----------------------------------------------------------------------- |
| 11                                                                  | 8                                                                     | 4                                                                       |

Russland nahm an den Olympischen Winterspielen 1994 im norwegischen Lillehammer mit einer Delegation von 113 Athleten teil.

## Flaggenträger
Träger der Flagge Russlands während der Eröffnungsfeier war der Biathlet Sergei Tschepikow.

## Medaillen
Das russische Team belegte im Medaillenspiegel den ersten Platz.

### Medaillenspiegel
| Rang   | Sportart         | Gold | Silber | Bronze | Gesamt |
| ------ | ---------------- | ---- | ------ | ------ | ------ |
| 1      | Eiskunstlauf     | 3    | 2      | —      | 5      |
| 2      | Biathlon         | 3    | 1      | 1      | 5      |
| 2      | Skilanglauf      | 3    | 1      | 1      | 5      |
| 4      | Eisschnelllauf   | 2    | 2      | 1      | 5      |
| 5      | Freestyle-Skiing | –    | 1      | 1      | 2      |
| 6      | Ski Alpin        | –    | 1      | –      | 1      |
| Gesamt | Gesamt           | 11   | 8      | 4      | 23     |

### Medaillengewinner
| Name/n                                                                | Sportart         | Wettkampf          |
| --------------------------------------------------------------------- | ---------------- | ------------------ |
| Gold                                                                  |                  |                    |
| Nadeschda Talanowa Natalja Snytina Luisa Noskowa Anfissa Reszowa      | Biathlon         | 4 × 7,5 km-Staffel |
| Sergei Tschepikow                                                     | Biathlon         | 10 km Sprint       |
| Sergei Tarassow                                                       | Biathlon         | 20 km Einzel       |
| Alexei Urmanow                                                        | Eiskunstlauf     | Einzel             |
| Oxana Grischtschuk Jewgeni Platow                                     | Eiskunstlauf     | Eistanz            |
| Jekaterina Gordejewa Sergei Grinkow                                   | Eiskunstlauf     | Paarlauf           |
| Swetlana Baschanowa                                                   | Eisschnelllauf   | 3000 m             |
| Alexander Golubew                                                     | Eisschnelllauf   | 500 m              |
| Ljubow Jegorowa                                                       | Skilanglauf      | 5 km klassisch     |
| Ljubow Jegorowa                                                       | Skilanglauf      | 10 km Verfolgung   |
| Jelena Välbe Larissa Lasutina Nina Gawriljuk Ljubow Jegorowa          | Skilanglauf      | 4 × 5 km-Staffel   |
| Silber                                                                |                  |                    |
| Waleri Kirijenko Wladimir Dratschow Sergei Tarassow Sergei Tschepikow | Biathlon         | 4 × 7,5 km-Staffel |
| Maja Ussowa Alexander Schulin                                         | Eiskunstlauf     | Eistanz            |
| Natalja Mischkutjonok Artur Dmitrijew                                 | Eiskunstlauf     | Paarlauf           |
| Swetlana Fedotkina                                                    | Eisschnelllauf   | 1500 m             |
| Sergei Klewtschenja                                                   | Eisschnelllauf   | 500 m              |
| Sergei Schuplezow                                                     | Freestyle-Skiing | Buckelpiste        |
| Swetlana Gladyschewa                                                  | Ski Alpin        | Super-G            |
| Ljubow Jegorowa                                                       | Skilanglauf      | 15 km Freistil     |
| Bronze                                                                |                  |                    |
| Sergei Tarassow                                                       | Biathlon         | 10 km Sprint       |
| Sergei Klewtschenja                                                   | Eisschnelllauf   | 1000 m             |
| Jelisaweta Koschewnikowa                                              | Freestyle-Skiing | Buckelpiste        |
| Nina Gawriljuk                                                        | Skilanglauf      | 15 km Freistil     |

## Teilnehmer nach Sportarten

### Biathlon
| Athleten                                                              | Wettbewerbe        | Zeit        | Fehler      | Rang   |
| --------------------------------------------------------------------- | ------------------ | ----------- | ----------- | ------ |
| Frauen                                                                |                    |             |             |        |
| Ljubow Beljakowa                                                      | 7,5 km Sprint      | 28:37,0 min | 2 (2+0)     | 42     |
| Luisa Noskowa                                                         | 7,5 km Sprint      | 28:27,8 min | 5 (3+2)     | 39     |
| Luisa Noskowa                                                         | 15 km Einzel       | 54:18,2 min | 4 (0+3+0+1) | 10     |
| Anfissa Reszowa                                                       | 7,5 km Sprint      | 28:09,8 min | 7 (2+5)     | 32     |
| Anfissa Reszowa                                                       | 15 km Einzel       | 56:10,2 min | 8 (1+1+3+3) | 26     |
| Natalja Snytina                                                       | 15 km Einzel       | 55:58,7 min | 4 (2+1+1+0) | 23     |
| Nadeschda Talanowa                                                    | 7,5 km Sprint      | 27:18,1 min | 2 (1+1)     | 19     |
| Nadeschda Talanowa                                                    | 15 km Einzel       | 55:14,0 min | 5 (1+2+1+1) | 16     |
| Nadeschda Talanowa Natalja Snytina Luisa Noskowa Anfissa Reszowa      | 4 × 7,5 km-Staffel | 1:47:19,5 h | 0 (0+0)     | Gold   |
| Männer                                                                |                    |             |             |        |
| Wladimir Dratschow                                                    | 10 km Sprint       | 28:28,9 min | 1 (0+1)     | 4      |
| Waleri Kirijenko                                                      | 10 km Sprint       | 30:06,2 min | 3 (1+2)     | 16     |
| Waleri Kirijenko                                                      | 20 km Einzel       | 1:01:46,3 h | 6 (1+2+2+1) | 35     |
| Waleri Medwedzew                                                      | 20 km Einzel       | 1:00:44,0 h | 3 (1+1+0+1) | 24     |
| Sergei Tarassow                                                       | 10 km Sprint       | 28:27,4 min | 1 (1+0)     | Bronze |
| Sergei Tarassow                                                       | 20 km Einzel       | 57:25,3 min | 3 (2+0+1+0) | Gold   |
| Sergei Tschepikow                                                     | 10 km Sprint       | 28:07,0 min | 0 (0+0)     | Gold   |
| Sergei Tschepikow                                                     | 20 km Einzel       | 59:31,4 min | 5 (1+1+3+0) | 8      |
| Waleri Kirijenko Wladimir Dratschow Sergei Tarassow Sergei Tschepikow | 4 × 7,5 km-Staffel | 1:31:23,6 h | 2 (0+2)     | Silber |

### Bob
| Athleten                                                        | Wettbewerb | Lauf 1  | Lauf 1 | Lauf 2  | Lauf 2 | Lauf 3  | Lauf 3 | Lauf 4  | Lauf 4 | Gesamt      | Gesamt |
| Athleten                                                        | Wettbewerb | Zeit    | Rang   | Zeit    | Rang   | Zeit    | Rang   | Zeit    | Rang   | Zeit        | Rang   |
| --------------------------------------------------------------- | ---------- | ------- | ------ | ------- | ------ | ------- | ------ | ------- | ------ | ----------- | ------ |
| Männer                                                          |            |         |        |         |        |         |        |         |        |             |        |
| Wladimir Jefimow Oleg Petrow                                    | Zweierbob  | 54,19 s | 31     | 54,21 s | 29     | 54,30 s | 30     | 54,40 s | 28     | 3:37,10 min | 29     |
| Oleg Suchorutschenko Andrei Gorochow                            | Zweierbob  | 53,88 s | 27     | 54,11 s | 28     | 54,09 s | 26     | 54,01 s | 26     | 3:36,09 min | 26     |
| Oleg Suchorutschenko Aidar Teregulow Sergei Kruglow Oleg Petrow | Viererbob  | 53,15 s | 25     | 53,20 s | 25     | 53,44 s | 24     | 53,39 s | 24     | 3:33,18 min | 24     |

### Eishockey
| Wettbewerb       | Männer |
| ---------------- | --- |
| Spieler          | Sergei Abramow Waleri Iwannikow Andrei Sujew Oleg Dawydow Igor Iwanow Oleg Schargorodski Sergei Schendelew Alexander Smirnow Sergei Sorokin Wladimir Tarassow Sergei Tertyschny Sergei Beresin Wjatscheslaw Besukladnikow Dmitri Denissow Rawil Gusmanow Georgi Jewtjuchin Waleri Karpow Alexei Kudaschow Andrei Nikolischin Andrei Tarassenko Pawel Torgajew Igor Warizki Alexander Winogradow |
| Trainer          | Wiktor Tichonow |
| Vorrunde         | Norwegen 5:1 (2:1, 1:0, 2:0) Finnland 0:5 (0:1, 0:4, 0:0) Österreich 9:1 (1:0, 7:1, 1:0) Deutschland 2:4 (0:2, 1:1, 1:1) Tschechien 4:3 (2:2, 2:0, 0:1) |
| Viertelfinale    | Slowakei 3:2 n. V. (1:2, 1:0, 0:0, 1:0) |
| Halbfinale       | Schweden 3:4 (1:2, 0:1, 2:1) |
| Spiel um Platz 3 | Finnland 0:4 (0:2, 0:2, 0:0) |
| Platzierung      | 4 |

### Eiskunstlauf
| Athleten                              | Wettbewerbe | Pflichttanz 1 | Pflichttanz 1 | Pflichttanz 2 | Pflichttanz 2 | Originaltanz | Originaltanz | Kurzprogramm | Kurzprogramm | Kür/Kürtanz | Kür/Kürtanz | Gesamt    | Gesamt |
| Athleten                              | Wettbewerbe | Bewertung     | Rang          | Bewertung     | Rang          | Bewertung    | Rang         | Bewertung    | Rang         | Bewertung   | Rang        | Bewertung | Rang   |
| ------------------------------------- | ----------- | ------------- | ------------- | ------------- | ------------- | ------------ | ------------ | ------------ | ------------ | ----------- | ----------- | --------- | ------ |
| Männer                                |             |               |               |               |               |              |              |              |              |             |             |           |        |
| Igor Paschkewitsch                    | Einzel      | —             | —             | —             | —             | —            | —            | 7,0          | 14           | 15,0        | 15          | 22,0      | 15     |
| Oleg Tataurow                         | Einzel      | —             | —             | —             | —             | —            | —            | 2,5          | 5            | 13,0        | 13          | 15,5      | 11     |
| Alexei Urmanow                        | Einzel      | —             | —             | —             | —             | —            | —            | 0,5          | 1            | 1,0         | 1           | 1,5       | Gold   |
| Mixed                                 |             |               |               |               |               |              |              |              |              |             |             |           |        |
| Oxana Grischtschuk Jewgeni Platow     | Eistanz     | 0,4           | 2             | 0,2           | 1             | 1,8          | 3            | —            | —            | 1,0         | 1           | 3,4       | Gold   |
| Anschelika Krylowa Wladimir Fjodorow  | Eistanz     | 1,2           | 6             | 1,2           | 6             | 3,6          | 6            | —            | —            | 6,0         | 6           | 12,0      | 6      |
| Maja Ussowa Alexander Schulin         | Eistanz     | 0,2           | 1             | 0,4           | 2             | 1,2          | 2            | —            | —            | 2,0         | 2           | 3,8       | Silber |
| Jekaterina Gordejewa Sergei Grinkow   | Paarlauf    | —             | —             | —             | —             | —            | —            | 0,5          | 1            | 1,0         | 1           | 1,5       | Gold   |
| Natalja Mischkutjonok Artur Dmitrijew | Paarlauf    | —             | —             | —             | —             | —            | —            | 1,0          | 2            | 2,0         | 2           | 3,0       | Silber |
| Jewgenija Schischkowa Wadim Naumow    | Paarlauf    | —             | —             | —             | —             | —            | —            | 2,0          | 4            | 4,0         | 4           | 6,0       | 4      |

### Eisschnelllauf
| Athleten             | Wettbewerbe | Zeit         | Rang   |
| -------------------- | ----------- | ------------ | ------ |
| Frauen               |             |              |        |
| Swetlana Baschanowa  | 1500 m      | 2:03,99 min  | 6      |
| Swetlana Baschanowa  | 3000 m      | 4:17,43 min  | Gold   |
| Swetlana Baschanowa  | 5000 m      | 7:22,68 min  | 5      |
| Swetlana Bojarkina   | 500 m       | 40,17 s      | 7      |
| Swetlana Bojarkina   | 1000 m      | 1:22,44 min  | 24     |
| Swetlana Fedotkina   | 500 m       | 41,05 s      | 20     |
| Swetlana Fedotkina   | 1000 m      | 1:20,89 min  | 11     |
| Swetlana Fedotkina   | 1500 m      | 2:02,69 min  | Silber |
| Natalja Poloskowa    | 500 m       | 41,06 s      | 22     |
| Natalja Poloskowa    | 1000 m      | 1:20,84 min  | 10     |
| Natalja Poloskowa    | 1500 m      | 2:04,00 min  | 7      |
| Oxana Rawilowa       | 500 m       | 40,72 s      | 17     |
| Oxana Rawilowa       | 1000 m      | 1:20,82 min  | 9      |
| Oxana Rawilowa       | 1500 m      | 2:08,65 min  | 25     |
| Tatjana Trapesnikowa | 3000 m      | 4:27,82 min  | 12     |
| Tatjana Trapesnikowa | 5000 m      | 7:40,55 min  | 13     |
| Männer               |             |              |        |
| Andrei Anufrijenko   | 1500 m      | 1:53,16 min  | 5      |
| Andrei Anufrijenko   | 5000 m      | 6:53,23 min  | 11     |
| Andrei Anufrijenko   | 10.000 m    | 14:18,42 min | 12     |
| Andrei Bachwalow     | 500 m       | 37,24 s      | 16     |
| Andrei Bachwalow     | 1000 m      | 1:15,36 min  | 26     |
| Alexander Golubew    | 500 m       | 36,33 s      | Gold   |
| Alexander Golubew    | 1000 m      | 1:14,78 min  | 17     |
| Sergei Klewtschenja  | 500 m       | 36,39 s      | Silber |
| Sergei Klewtschenja  | 1000 m      | 1:12,85 min  | Bronze |
| Oleg Pawlow          | 1500 m      | 1:54,90 min  | 16     |
| Oleg Pawlow          | 5000 m      | 7:07,09 min  | 31     |
| Michail Wostroknutow | 500 m       | 37,15 s      | 15     |
| Michail Wostroknutow | 1000 m      | DNF          | DNF    |

### Freestyle-Skiing
| Athleten                 | Wettbewerbe | Qualifikation | Qualifikation | Finale | Finale | Rang   |
| Athleten                 | Wettbewerbe | Punkte        | Rang          | Punkte | Rang   | Rang   |
| ------------------------ | ----------- | ------------- | ------------- | ------ | ------ | ------ |
| Frauen                   |             |               |               |        |        |        |
| Ljudmila Dymtschenko     | Buckelpiste | 22,47         | 14            | 23,12  | 12     | 12     |
| Jelena Koroljowa         | Buckelpiste | 22,23         | 16            | 22,22  | 15     | 15     |
| Jelisaweta Koschewnikowa | Buckelpiste | 24,70         | 3             | 25,81  | 3      | Bronze |
| Natalja Orechowa         | Aerials     | 150,40        | 6             | 134,92 | 12     | 12     |
| Marina Tscherkassowa     | Buckelpiste | 22,60         | 13            | 22,32  | 14     | 14     |
| Männer                   |             |               |               |        |        |        |
| Sergei Schuplezow        | Buckelpiste | 26,64         | 3             | 26,90  | 2      | Silber |

### Nordische Kombination
| Athleten                                            | Wettbewerb                        | Skispringen | Skispringen | Langlauf    | Langlauf | Zeit        | Rang |
| Athleten                                            | Wettbewerb                        | Punkte      | Rang        | Zeit        | Rang     | Zeit        | Rang |
| --------------------------------------------------- | --------------------------------- | ----------- | ----------- | ----------- | -------- | ----------- | ---- |
| Männer                                              |                                   |             |             |             |          |             |      |
| Dmitri Dubrowski                                    | Gundersen-Wettkampf Normalschanze | 139,0       | 53          | 40:27,6 min | 23       | 52:27,6 min | 47   |
| Stanislaw Dubrowski                                 | Gundersen-Wettkampf Normalschanze | 162,0       | 49          | 42:11,0 min | 39       | 51:37,0 min | 45   |
| Waleri Kobelew                                      | Gundersen-Wettkampf Normalschanze | 180,0       | 38          | 45:46,5 min | 52       | 53:12,5 min | 48   |
| Waleri Stoljarow                                    | Gundersen-Wettkampf Normalschanze | 174,5       | 40          | 41:51,2 min | 37       | 49:54,2 min | 43   |
| Waleri Kobelew Waleri Stoljarow Stanislaw Dubrowski | Teamwettbewerb                    | 503,0       | 12          | 1:30:43,0 h | 12       | 1:49:55,0 h | 12   |

### Rennrodeln
| Athlet                             | Wettbewerb   | Lauf 1   | Lauf 1 | Lauf 2   | Lauf 2 | Lauf 3   | Lauf 3 | Lauf 4   | Lauf 4 | Gesamt       | Gesamt |
| Athlet                             | Wettbewerb   | Zeit     | Rang   | Zeit     | Rang   | Zeit     | Rang   | Zeit     | Rang   | Zeit         | Rang   |
| ---------------------------------- | ------------ | -------- | ------ | -------- | ------ | -------- | ------ | -------- | ------ | ------------ | ------ |
| Frauen                             |              |          |        |          |        |          |        |          |        |              |        |
| Irina Gubkina                      | Einsitzer    | 49,167 s | 7      | 49,231 s | 5      | 49,376 s | 12     | 49,424 s | 8      | 3:17,198 min | 7      |
| Olga Nowikowa                      | Einsitzer    | 49,860 s | 16     | 50,044 s | 17     | 49,842 s | 21     | 50,231 s | 21     | 3:19,977 min | 18     |
| Männer                             |              |          |        |          |        |          |        |          |        |              |        |
| Eduard Burmistrow                  | Einsitzer    | 51,102 s | 15     | 51,351 s | 18     | 50,877 s | 13     | 51,063 s | 13     | 3:24,393 min | 14     |
| Sergei Danilin                     | Einsitzer    | 50,767 s | 11     | 50,973 s | 12     | 50,665 s | 10     | 50,856 s | 10     | 3:23,261 min | 11     |
| Albert Demtschenko                 | Einsitzer    | 50,601 s | 7      | 50,863 s | 10     | 50,633 s | 9      | 50,580 s | 3      | 3:22,627 min | 9      |
| Anatoli Bobkow Gennadi Beljakow    | Doppelsitzer | 49,296 s | 16     | 49,384 s | 16     | —        | —      | —        | —      | 1:38,680 min | 15     |
| Albert Demtschenko Alexei Selenski | Doppelsitzer | 48,655 s | 7      | 48,822 s | 8      | —        | —      | —        | —      | 1:37,477 min | 7      |

### Shorttrack
| Athleten                                                                  | Wettbewerbe    | Vorlauf     | Vorlauf | Viertelfinale | Viertelfinale | Halbfinale    | Halbfinale    | Finale        | Finale        | Rang |
| Athleten                                                                  | Wettbewerbe    | Zeit        | Rang    | Zeit          | Rang          | Zeit          | Rang          | Zeit          | Rang          | Rang |
| ------------------------------------------------------------------------- | -------------- | ----------- | ------- | ------------- | ------------- | ------------- | ------------- | ------------- | ------------- | ---- |
| Frauen                                                                    |                |             |         |               |               |               |               |               |               |      |
| Marina Pylajewa                                                           | 500 m          | 47,47 s     | 2       | DSQ           | DSQ           | DSQ           | DSQ           | DSQ           | DSQ           | 16   |
| Marina Pylajewa                                                           | 1000 m         | 1:44,38 min | 1       | 1:42,15 min   | 4             | ausgeschieden | ausgeschieden | ausgeschieden | ausgeschieden | 12   |
| Jelena Tichanina                                                          | 500 m          | 47,79 s     | 3       | ausgeschieden | ausgeschieden | ausgeschieden | ausgeschieden | ausgeschieden | ausgeschieden | 17   |
| Jelena Tichanina                                                          | 1000 m         | 1:53,92 min | 3       | ausgeschieden | ausgeschieden | ausgeschieden | ausgeschieden | ausgeschieden | ausgeschieden | 24   |
| Wiktoria Troizkaja                                                        | 500 m          | 48,59 s     | 3       | ausgeschieden | ausgeschieden | ausgeschieden | ausgeschieden | ausgeschieden | ausgeschieden | 20   |
| Wiktoria Troizkaja                                                        | 1000 m         | 1:59,84 min | 4       | ausgeschieden | ausgeschieden | ausgeschieden | ausgeschieden | ausgeschieden | ausgeschieden | 29   |
| Jekaterina Michailowa Marina Pylajewa Jelena Tichanina Wiktoria Troizkaja | 3000-m-Staffel | —           | —       | —             | —             | 4:33,47 min   | 3             | 4:34,60 min   | 2             | 5    |
| Männer                                                                    |                |             |         |               |               |               |               |               |               |      |
| Sergei Kobysew                                                            | 500 m          | 44,54 s     | 3       | ausgeschieden | ausgeschieden | ausgeschieden | ausgeschieden | ausgeschieden | ausgeschieden | 17   |
| Sergei Kobysew                                                            | 1000 m         | 1:33,07 min | 3       | ausgeschieden | ausgeschieden | ausgeschieden | ausgeschieden | ausgeschieden | ausgeschieden | 20   |
| Igor Oserow                                                               | 500 m          | 45,48 s     | 3       | ausgeschieden | ausgeschieden | ausgeschieden | ausgeschieden | ausgeschieden | ausgeschieden | 20   |
| Igor Oserow                                                               | 1000 m         | 1:44,38 min | 4       | ausgeschieden | ausgeschieden | ausgeschieden | ausgeschieden | ausgeschieden | ausgeschieden | 30   |

### Ski Alpin
| Athleten             | Wettbewerbe        | 1. Lauf     | 1. Lauf | 2. Lauf | 2. Lauf | Gesamt      | Gesamt |
| Athleten             | Wettbewerbe        | Zeit        | Rang    | Zeit    | Rang    | Zeit        | Rang   |
| -------------------- | ------------------ | ----------- | ------- | ------- | ------- | ----------- | ------ |
| Frauen               |                    |             |         |         |         |             |        |
| Natalja Buga         | Abfahrt            | —           | —       | —       | —       | 1:40,93 min | 35     |
| Natalja Buga         | Alpine Kombination | 1:32,01 min | 28      | DNS     | DNS     | DNS         | DNS    |
| Natalja Buga         | Riesenslalom       | DNF         | DNF     | DNF     | DNF     | DNF         | DNF    |
| Natalja Buga         | Super-G            | —           | —       | —       | —       | 1:26,09 min | 34     |
| Swetlana Gladyschewa | Abfahrt            | —           | —       | —       | —       | 1:38,10 min | 17     |
| Swetlana Gladyschewa | Alpine Kombination | 1:29,45 min | 14      | DNF     | DNF     | DNF         | DNF    |
| Swetlana Gladyschewa | Super-G            | —           | —       | —       | —       | 1:22,44 min | Silber |
| Mira Golub           | Abfahrt            | —           | —       | —       | —       | 1:43,21 min | 38     |
| Mira Golub           | Alpine Kombination | 1:33,80 min | 32      | DNS     | DNS     | DNS         | DNS    |
| Mira Golub           | Super-G            | —           | —       | —       | —       | 1:27,23 min | 38     |
| Warwara Selenskaja   | Abfahrt            | —           | —       | —       | —       | 1:37,48 min | 8      |
| Warwara Selenskaja   | Alpine Kombination | 1:29,66 min | 16      | DNS     | DNS     |             |        |
| Warwara Selenskaja   | Super-G            | —           | —       | —       | —       | 1:23,80 min | 21     |
| Männer               |                    |             |         |         |         |             |        |
| Wassili Bessmelnizyn | Abfahrt            | —           | —       | —       | —       | DSQ         | DSQ    |
| Wassili Bessmelnizyn | Alpine Kombination | 1:41,19 min | 37      | DNF     | DNF     | DNF         | DNF    |
| Wassili Bessmelnizyn | Riesenslalom       | DNF         | DNF     | DNF     | DNF     | DNF         | DNF    |
| Wassili Bessmelnizyn | Super-G            | —           | —       | —       | —       | 1:36,50 min | 34     |
| Andrei Filitschkin   | Abfahrt            | —           | —       | —       | —       | 1:48,81 min | 37     |
| Andrei Filitschkin   | Alpine Kombination | 1:39,77 min | 25      | DNF     | DNF     | DNF         | DNF    |
| Andrei Filitschkin   | Riesenslalom       | DNF         | DNF     | DNF     | DNF     | DNF         | DNF    |
| Andrei Filitschkin   | Super-G            | —           | —       | —       | —       | 1:35,26 min | 30     |

### Skilanglauf
| Athleten                                                           | Wettbewerbe       | Zeit        | Rang   |
| ------------------------------------------------------------------ | ----------------- | ----------- | ------ |
| Frauen                                                             |                   |             |        |
| Nina Gawriljuk                                                     | 5 km klassisch    | 15:01,6 min | 11     |
| Nina Gawriljuk                                                     | 10 km Verfolgung  | 28:28,9 min | 5      |
| Nina Gawriljuk                                                     | 15 km Freistil    | 41:10,4 min | Bronze |
| Ljubow Jegorowa                                                    | 5 km klassisch    | 14:08,8 min | Gold   |
| Ljubow Jegorowa                                                    | 10 km Verfolgung  | 27:30,1 min | Gold   |
| Ljubow Jegorowa                                                    | 15 km Freistil    | 41:03,0 min | Silber |
| Ljubow Jegorowa                                                    | 30 km klassisch   | 1:26:54,8 h | 5      |
| Larissa Lasutina                                                   | 5 km klassisch    | 14:44,2 min | 6      |
| Larissa Lasutina                                                   | 10 km Verfolgung  | 28:28,6 min | 4      |
| Larissa Lasutina                                                   | 15 km Freistil    | 41:57,6 min | 5      |
| Natalja Martynowa                                                  | 30 km klassisch   | 1:31:59,4 h | 23     |
| Swetlana Nageikina                                                 | 5 km klassisch    | 15:08,5 min | 16     |
| Swetlana Nageikina                                                 | 10 km Verfolgung  | 30:23,7 min | 19     |
| Swetlana Nageikina                                                 | 30 km klassisch   | 1:27:57,2 h | 9      |
| Jelena Välbe                                                       | 15 km Freistil    | 42:26,6 min | 6      |
| Jelena Välbe                                                       | 30 km klassisch   | 1:26:57,4 h | 6      |
| Jelena Välbe Larissa Lasutina Nina Gawriljuk Ljubow Jegorowa       | 4 × 5 km-Staffel  | 57:12,5 min | Gold   |
| Männer                                                             |                   |             |        |
| Igor Badamschin                                                    | 30 km Freistil    | 1:18:49,9 h | 26     |
| Igor Badamschin                                                    | 50 km klassisch   | 2:12:20,1 h | 14     |
| Michail Botwinow                                                   | 10 km klassisch   | 24:58,9 min | 4      |
| Michail Botwinow                                                   | 15 km Verfolgung  | 37:37,8 min | 5      |
| Michail Botwinow                                                   | 30 km Freistil    | 1:14:43,3 h | 4      |
| Michail Botwinow                                                   | 50 km klassisch   | 2:10:18,9 h | 9      |
| Andrei Kirillow                                                    | 10 km klassisch   | 25:41,2 min | 13     |
| Andrei Kirillow                                                    | 15 km Verfolgung  | 39:39,7 min | 16     |
| Gennadi Lasutin                                                    | 30 km Freistil    | 1:16:45,9 h | 15     |
| Wladimir Legotin                                                   | 10 km klassisch   | 25:52,6 min | 18     |
| Wladimir Legotin                                                   | 15 km Verfolgung  | 39:40,1 min | 17     |
| Alexei Prokurorow                                                  | 10 km klassisch   | 25:55,3 min | 20     |
| Alexei Prokurorow                                                  | 15 km Verfolgung  | 38:47,8 min | 12     |
| Alexei Prokurorow                                                  | 30 km Freistil    | 1:19:15,3 h | 28     |
| Alexei Prokurorow                                                  | 50 km klassisch   | 2:11:52,8 h | 13     |
| Alexander Worobjow                                                 | 50 km klassisch   | 2:13:44,5 h | 17     |
| Andrei Kirillow Alexei Prokurorow Gennadi Lasutin Michail Botwinow | 4 × 10 km-Staffel | 1:44:29,2 h | 5      |

### Skispringen
| Athleten                                                                 | Wettbewerb             | 1. Durchgang | 1. Durchgang | 1. Durchgang | 2. Durchgang | 2. Durchgang | 2. Durchgang | Gesamt | Gesamt |
| Athleten                                                                 | Wettbewerb             | Weite        | Punkte       | Rang         | Weite        | Punkte       | Rang         | Punkte | Rang   |
| ------------------------------------------------------------------------ | ---------------------- | ------------ | ------------ | ------------ | ------------ | ------------ | ------------ | ------ | ------ |
| Männer                                                                   |                        |              |              |              |              |              |              |        |        |
| Michail Jessin                                                           | Normalschanze          | 79,5 m       | 87,0         | 50           | DSQ          | DSQ          | DSQ          | DSQ    | DSQ    |
| Michail Jessin                                                           | Großschanze            | 93,0 m       | 65,4         | 41           | 85,5 m       | 46,9         | 46           | 112,3  | 42     |
| Stanislaw Pochilko                                                       | Normalschanze          | 81,0 m       | 93,5         | 44           | 74,0 m       | 80,5         | 42           | 174,0  | 41     |
| Stanislaw Pochilko                                                       | Großschanze            | 87,5 m       | 54,5         | 44           | 88,0 m       | 54,9         | 43           | 109,4  | 44     |
| Alexei Solodjankin                                                       | Normalschanze          | 75,0 m       | 81,0         | 54           | 78,5 m       | 87,0         | 38           | 168,0  | 45     |
| Alexei Solodjankin                                                       | Großschanze            | 77,0 m       | 26,1         | 55           | 77,0 m       | 32,1         | 57           | 58,2   | 57     |
| Dmitri Tschelowenko                                                      | Normalschanze          | 68,0 m       | 66,0         | 57           | 72,5 m       | 70,5         | 49           | 136,5  | 54     |
| Dmitri Tschelowenko                                                      | Großschanze            | 83,0 m       | 45,4         | 48           | 80,0 m       | 41,0         | 51           | 86,4   | 49     |
| Michail Jessin Stanislaw Pochilko Dmitri Tschelowenko Alexei Solodjankin | Großschanze Mannschaft | 345,0 m      | 198,0        | 12           | 356,0 m      | 218,3        | 12           | 416,3  | 12     |